# 塚本やすし
塚本 やすし（つかもと やすし、1965年8月30日 - ）は、日本の絵本作家・イラストレーター。吉村昭記念文学館　特別会員

## 来歴
東京都墨田区に生まれる。幼少時は「わんぱく小僧」だったと述べる一方、その頃から絵は好きで、小学校の時に図工の教員からよく褒められて嬉しく感じたことが、絵を仕事にすることにつながったという。本郷高等学校を卒業した。
社会人となってからはデザイン会社に勤務する傍ら、イラストのコンペに参加していた。玄光社の『ザ・チョイス』に入選する。コンペ入選後にイラストの仕事が増え、自ら会社を立ち上げて活動したが、10年あまりが経過したときに「本当に自分のやりたいこと」をやろうと決意して、絵本作家の道を選んだ。
当初は他の作家の文章にイラストを付ける形の仕事から入ったものの、自身で文章も書く欲求が出て、最初のオリジナル絵本『このすしなあに』を刊行した。

## 作風・人物
作品は食べ物をモチーフにすることを好む。戦争を知る人間が減っていくことへの危惧から、戦争をテーマにした作品も手がけている。
「本物」へのこだわりから、介護をテーマにした絵本（『介護のえほん だいじょうぶだよ、おばあちゃん』）を描く際にはヘルパー2級の資格を取り、ラジオ体操を題材にした作品を作るためにラジオ体操指導員も取得したと述べている。妻が調理師である関係でプロ用の調理器具が自宅にあり、子供が小学生の頃には運動会の弁当（カツ丼）を岡持ちに入れて運んだところ、子供からは「2度とやめてくれない?」と言われたとのこと。
飽きっぽいためよく転居をするが、生まれて以来墨田区からは離れたことがないという。

## 作品

### エッセイ
『猫とスカイツリー――下町ぶらぶら散歩道』亜紀書房、2012年
『イラスト日記 ゆるして!糖尿病』主婦の友社、2024年

### 絵本

#### 単著
- 『このすしなあに』ポプラ社、2010年
- 『はしれ! やきにくん』ポプラ社、2011年
- 『このおっぱいだあれ』サンマーク出版、2011年
  - 新装改訂版 ニコモ、2021年
- 『おでんしゃ』集英社、2013年
- 『アイススケートペンギン』ディスカヴァー・トゥエンティワン、2014年
- 『まねっこたいそう うさぎちゃん』そうえん社、2014年
- 『やきざかなののろい』ポプラ社、2014年
- 『いきものとこや』アリス館、2014年
- 『いのりの石―ヒロシマ・平和へのいのり』フレーベル館、2015年
- 『とうめいにんげんのしょくじ』ポプラ社、2015年
- 『がんばるぞう』金の星社、2016年
- 『おじいちゃんのだいこうぶつ まご』朝日新聞出版、2016年
- 『42本のローソク』冨山房インターナショナル、2016年
- 『きょう おひさまがでなかったら』フレーベル館〈はじめてのかがくえほん〉、2017年
- 『児童憲章のえほん そのとおりそのとおりおじさん』求龍堂、2017年
- 『もうじゅうはらへりくま』ポプラ社、2017年
- 『こなものがっこう』フレーベル館、2017年
- 『ありがとうございます』冨山房インターナショナル、2017年
- 『森のオーケストラ』冨山房インターナショナル、2018年
- 『ふねひこうきバスきしゃ』くもん出版、2018年
- 『ちいさな いえでのものがたり おかあさん!』冨山房インターナショナル、2019年
- 『赤ちゃんがよろこぶえほん 「ぽこ」』ニコモ、2019年
- 『イカリメーター』文芸社、2019年
- 『ことわざヒーロー★だるマン』フレーベル館、2020年
- 『I fight against Covid-19　コロナとたたかう　ぼく』ニコモ、2020年
- 『みんなおなじつきをみている』ニコモ、2020年
- 『あっ ごきぶりだ!』ポプラ社、2020年
- 『じごくわらしがくるぞ!』マイクロマガジン社、2020年
- 『つちのこをさがせ!』新日本出版社、2021年
- 『ぼくがおこるとおこること: アンガーマネジメントのえほん』冨山房インターナショナル、2022年
- 『きょうは選挙の日。』汐文社、2022年
- 『とんかつのぼうけん』ポプラ社、2022年
- 『カップねこ』ニコモ、2023年
- 『おにのパンや』ポプラ社、2024年

#### 絵・イラスト担当
- 塚田元尚（編）『レタスの絵本』農山漁村文化協会〈そだててあそぼう〉、2005年
- 谷川俊太郎（文）谷本美加（写真）『ふたり☆おなじ星のうえで』東京書籍、2007年
- 谷川俊太郎（文）『そのこ』晶文社、2011年
- ことはてんこ（文）『あいうえおたくはいびん』くもん出版、2011年
- 岡田晴恵（作）『みずぼうそうウイルスのみず丸』ポプラ社、2012年
- サトシン（作）『はやくおおきくなりたいな』佼成出版社、2012年
- 福島利行（著）『介護のえほん だいじょうぶだよ、おばあちゃん』講談社〈講談社の創作絵本〉、2012年
- ことはてんこ（文）『すうじのき』ディスカヴァー・トゥエンティワン』〈知育絵本「えほんのき」シリーズ〉、2012年
- ことはてんこ（文）『えいごのき』ディスカヴァー・トゥエンティワン』〈知育絵本「えほんのき」シリーズ〉、2012年
- ことはてんこ（文）『あいうえおのき』ディスカヴァー・トゥエンティワン』〈知育絵本「えほんのき」シリーズ〉、2012年
- サトシン（作）『むらをすくったかえる』ディスカヴァー・トゥエンティワン、2013年
- 塚本千恵子（文）『せんそう・1945年3月10日 東京大空襲のこと』東京書籍、2014年
- 谷川俊太郎（詩）『しんでくれた』佼成出版社、2014年
- 谷川俊太郎（詩）『うんこ』ディスカヴァー・トゥエンティワン、2015年
- 山田はるか（作）『公園戦隊ダレダーマン』文芸社、2015年
- 自由と平和のための京大有志の会（作）『戦争と平和を見つめる絵本 わたしの「やめて」』朝日新聞出版、2015年
- 谷川俊太郎（詩）『歌』ディスカヴァー・トゥエンティワン、2015年
- 椎名誠（作）『おっちゃん山』新日本出版社、2018年
- 半藤一利（文）『焼けあとのちかい』大月書店、2019年
- 菊池壮一（作）『ぼくはほんやさんになる』ニコモ、2021年
- 柴田理恵（作）『おかあさんありがとう』ニコモ、2021年
- 谷川俊太郎（詩）『にじゅうおくこうねんのこどく: 二十億光年の孤独』小学館、2021年
- 毒蝮三太夫（作）『こなくてよかったサンタクロース』ニコモ、2021年
- 藤代勇人（作）『きょうせんそうがはじまると』ニコモ、2023年
- すけたけしん（作）『はなげ小学生』小学館、2023年
- あおたま（作）『とんぼエンピツ』ニコモ、2025年

### 挿絵・イラスト

#### 単行本
- オグ・マンディーノ『ジュニア版十二番目の天使』求竜堂、2002年
- こんのひとみ『保健室にいたらだめなの?』ポプラ社、2003年
- カーレン・スーザン・フェッセル『ジュニア版ルイーゼの星』求竜堂、2004年
- 荒川じんぺい『夏の洞窟』くもん出版、2005年
- 奥村彪生『パクパクいろいろごはん』農山漁村文化協会〈おくむらあやお ふるさとの伝承料理〉、2006年
- 宮川俊彦『1日ひとつのことだけ日記』ディスカヴァー・トゥエンティワン、2007年
- 波平恵美子『10歳からの生きる力をさがす旅』(1)(2)(3)(4)出窓社、2008年

#### その他
- 重松清『とんび』（新聞小説）東京新聞
- 重松清『くちぶえ番長 (小説)』（新潮文庫）新潮文庫
- 赤川次郎『三毛猫ホームズ』（小説宝石）
- 沢木耕太郎（集英社文庫）[要文献特定詳細情報]　集英社文庫
- 椎名誠[要文献特定詳細情報]　集英社文庫等
- 本田健[要文献特定詳細情報]
- 河合隼雄（週刊朝日　連載）[要文献特定詳細情報]

### 漫画
- 『文士文豪妄想日記』（水彩漫画）小説宝石連載（2011年12月 - 2015年4月）

## 賞歴
- 1995年度ザ・チョイス年度賞（入賞）
- フジサンケイグループ広告大賞・新聞部門銀賞
- 第6回リブロ絵本大賞（『やきざかなののろい』、2015年）
- 第25回けんぶち絵本の里大賞・びばからす賞（『しんでくれた』、2015年）
- 第7回ようちえん絵本大賞（『戦争と平和を見つめる絵本 わたしの「やめて」』、2016年）
- わかやま絵本大賞2017（『42本のローソク』、2017年）
- 第9回ようちえん絵本大賞（『やきざかなののろい』、2018年）
- 第107回二科展入選